# Стефан Бобчев
Стефан Савов Бобчев е български юрист, публицист и политик от Народната партия. Един от инициаторите е за създаване на Висше училище (Софийския университет) в София, след Освобождението. Основател и първи ректор е на днешния Университет за национално и световно стопанство. 

## Биография
Стефан Бобчев е роден на 2 февруари (20 януари стар стил) 1853 г. в град Елена. Брат е на Илия Бобчев и Никола Бобчев.
Женен е за Екатерина, сестра на известния български политик Теодор Теодоров.
От 1868 г. учи във Военномедицинското училище в Цариград. В столицата става председател на Българското благодетелно братство „Просвещение“, което по настояване на Бобчев купува къща в Топкапия и я преустроява в параклис. През 1872 година става председател и на Македонската дружина, която през 1873 година заедно с Иван Куцаров го изпраща на мисия за инспекция на българското учебно дело в Македония.
През май 1876 г., след Априлското въстание, емигрира в Одеса, а оттам в Букурещ. Там той е редактор на вестник „Стара планина“, издаван два пъти седмично в Букурещ (19 август 1876 г. – 2 август 1877 г.). Пише под псевдонима С. Бежан. По време на Руско-турската война (1877 – 1878) е военен кореспондент на в-к „Руский мир“. Назначен е за чиновник за особени поръчения в администрацията на Временното руско управление. Впечатленията си от войната публикува в изданията: Руско-турска война 1877 – 1878 г. Очерци и разкази, Вт., 1879; Руско-турската война според неиздадени документи, С., 1881; Хроника на Руско-турската война, Сл., 1881.
В края на войната Бобчев заминава за Москва, където през 1880 г. завършва право. След връщането си в България се установява в Пловдив, където става съдия и достига до поста председател на Върховния административен съд на Източна Румелия. След това е депутат (1883 – 1884) и директор на правосъдието (1884 – 1885) на Източна Румелия. От 1881 г. е дописен, а от 1884 година – редовен член на Българското книжовно дружество (днес Българска академия на науките). След Съединението работи като адвокат, а след проруските опити за преврат прекарва известно време в Одеса (1886 – 1889).
След 1894 г. Стефан Бобчев се включва активно в работата на възстановената Народна партия и многократно е избиран за народен представител, а през 1899 г. се установява за постоянно в София. Тук той става основател и председател (1901 – 1921) на Дружеството на българските публицисти и писатели, а през 1903 – 1940 г. е председател на Славянското дружество. През 1902 – 1935 г. преподава история на правото и църковно право в Софийския университет „Свети Климент Охридски“. Бобчев е дописен член (1909) на Югославската академия на науките и изкуствата в Загреб и на Чешката академия на науките и изкуствата в Прага (1910).
През 1911 – 1912 г. Стефан Бобчев е министър на народното просвещение в кабинета на Иван Евстратиев Гешов. През 1912 – 1913 г. пълномощен министър на България в Русия. Бобчев е убеден русофил и след оставката си със статиите си в пресата продължава опитите да склони българския политически елит и общественост към съюз с Руската империя в Първата световна война. За дейността си от този период е обвинен от Народното събрание и съден от Третия държавен съд през 1923 г.
През 1920 г. Стефан Бобчев е един от основателите на Свободния университет за политически и стопански науки (днес УНСС) и остава негов директор до 1937 г. През този период се изявява като радетел за академично сътрудничество между славянските висши училища.
Стефан Бобчев умира на 8 септември 1940 г. в София.

## Памет
На академик Стефан Бобчев е наречена улица в квартал „Драгалевци“ в София (Карта).

## Публикации
- „Пътувание около света“ (1873)
- „Руско-турската война“ (1877)
- „История на българския народ“ (1881)
- „Письма о Македонии и македонском вопросе“ (1889)
- „Преглед на българския печат 1884 – 1894“ (1894). „Българска сбирка“ (в съавторство с Михаил Маджаров)[11]
- „Сборник на българските юридически обичаи“ (в три части, 1896 – 1915)
- Старобългарски правни паметници.   София, Печатница на П. М. Безайтов, 1903.
- „Крумовото законодателство“ (1907)
- „История на българското право“ (1910)
- „Каноническо право“ (в две книги, 1919)
- „Най-нова политическа и социална история на света (1789 – 1920)“ (1921)
- „Славянският свят преди и след световната война“ (1923)
- Българско обичайно наказателно право //  Сборникъ за народни умотворения и народописъ 37.   1927. Посетен на 25 юли 2024.[неработеща препратка]
- „Черковно право“ (1927)
- „Страници из моята дипломатическа мисия в Петроград (1912 – 1913)“ (1940)
- Стефан Савов Бобчев. Спомени и очерци за възрожденски дейци и събития. София: Издателска къща "Гутенберг", 2022. 462 стр. Съставителство и встъпителна студия Николай Жечев. ISBN 978-619-176-203-3